# Codex Cumanicus
El Codex Cumanicus és un còdex del segle xiv que conté instruccions per a relacionar-se amb els cumans destinades als missioners cristians. Inclou dades sobre la llengua d'aquest poble que fan que el còdex sigui un document rellevant des del punt de vista filològic a part del seu valor històric. Dins del còdex, elaborat progressivament per diferents autors, apareixen pregàries traduïdes, frases generals en diversos idiomes per facilitar la conversa i observacions sobre els cumans. Una secció completa està dedicada a les frases fetes i proverbis de la regi, que posteriorment s'han trobat amb lleugeres variants en diverses llengües turqueses. Actualment el còdex està custodiat per la Biblioteca de Sant Marc, a Venècia.